# 組合金剛
《組合金剛》（又译作）是由日本物產株式會社研發，於1986年上市發行的電子類捲軸射擊遊戲。

## 遊戲概要
玩家取得遊戲次數（credit）後，開始遊戲。初期的玩家，預設有三條命可以用（意即可失誤兩次）。遊戲當中有許多敵人，是玩家必須要將其殲滅的，但是這些敵人也會攻擊玩家，因此玩家必須要巧妙地閃躲這些敵人，或者發射子彈，一一將其消滅。

### 組合機體
初期，玩家操控著一臺戰鬥機，可以鑽至地下（必須要在地面上搭配傳輸點，才可以傳輸至地底下），也可以在地面上移動（同樣也必須在地底下搭配傳輸點，才能傳輸至地面上）。
遊戲當中，玩家可以取得與戰鬥機組合的上半身與下半身，並且取得波動槍（又名「水晶發射槍」或「水晶發射器」），增加射擊能力。如果玩家取得了上半身或下半身，那戰鬥機本身就是類似腰的部分。任何身體的一部份，都可以發射子彈，增加攻擊能力，配合波動槍，效果更好。但波動槍僅能搭配上半身或全身，才可以使用。因此玩家如果僅取得下半身，是不可以搭配波動槍攻擊敵人的。
如果玩家取得了一個部位後，如果該部位還在，不可於遊戲中重複取得並累計；但如果玩家失去相關的部位後，可以再於較後的進度，取得該部位。如果一個部位被敵人破壞後，玩家不會在此時損失生命，僅有破壞一個部分（上半身或下半身，如玩家兩部分均有取得上半身以及下半身，採隨機破壞）。而如果玩家取得波動槍，僅有下半部分被敵人破壞，則波動槍效果仍存在；反之上半身被敵人破壞，則波動槍失效。
如果玩家只剩下戰鬥機的部分，又被敵人攻擊，則損失一條生命。一局遊戲內損失三條生命，遊戲結束。

### 關主
關主是機械三頭龍。三頭龍被玩家消滅後，玩家即可進行下一關。

### 關卡種類
每關的種類如下：
- 草原
- 沙漠
- 海洋
- 未來機械都市

關卡採上述順序循環，因此假設有玩家過完了未來機械都市的主題關卡，接下來又從草原開始循環，依此類推。

## 外部連結
- 日本物產株式會社官方網站